# Karl Ernst Claus
Karl Ernst Claus (n. 23 ianuarie 1796, Derpt, Riga Viceroyalty⁠(d), Imperiul Rus – d. 12/24 martie 1864, Derpt, Gubernia Livonia, Imperiul Rus) a fost un chimist și un naturalist rus, la origine german baltic. A fost profesor la Universitatea de stat din Kazan și membru al Academiei Ruse de Științe. Este cunoscut pentru faptul că a descoperit elementul chimic ruteniu și pentru că a fost unul dintre primii oameni de știință care a aplicat metode analitice cantitative în botanică.